# Временен военно-административен съвет
Временният военно-административен съвет (ВВАС), известен със съкращението Дерг (на амхарски: ደርግ, означаващо комитет, съвет на геез), е висшият колегиален орган на държавната власт на Социалистическа Етиопия в периода 1974 – 1987 г.
Идва на власт, след като с военен преврат сваля Хайле Селасие I – последния император на страната, и установява републиканска форма на управление на мястото на монархията.
Висшият орган на ВВАС е неговият конгрес. Той избира Централен комитет от 32 членове и Постоянен комитет от 16 членове, определя основните направления на вътрешната и външната политика, утвърждава бюджети, планове за развитие, определя задачите на отбраната, държавната сигурност, ратифицира договори, приема решения за създаване или ликвидиране на държавни органи и обществени организации, обявява състояние на война или извънредно положение, назначава или уволнява членове на ВВАС и т.нат. Централният комитет на ВВАС осъществява общото ръководство на вътрешната и външната политика, а Постоянният комитет на ВВАС – политико-идеологическото ръководство и контрол над изпълнението на Програмата за национално-демократичена революция. Глава на държавата и правителството е председателят на ВВАС.
През 1987 г., след приемането на нова конституция на страната, ВВАС е закрит, неговите функции преминават към Националното събрание (парламента), Държавния съвет и президента на Народно-демократична република Етиопия.
Председатели на ВВАС (президенти фактически):
- Аман Микаел Андом: 12 септември 1974 – 17 ноември 1974;
- Менгисту Хайле Мариам, 17 ноември 1974 – 28 ноември 1974;
- Тефери Банти, 28 ноември 1974 – 3 февруари 1977;
- Менгисту Хайле Мариам, 11 февруари 1977 – 10 септември 1987.

| Портал | Портал „Африка“ съдържа още много статии, свързани с Африка. Можете да се включите към Уикипроект „Африка“. |